# HV Stiens
HV Stiens was een Nederlandse handbalvereniging uit Stiens. Op 26 maart 2008 fuseerde HV Stiens met SGK '47 uit Sint Annaparochie tot Friese Handbal Combinatie.

## Geschiedenis
De Handbalvereniging Stiens werd opgericht op 16 mei 1950. Aanvankelijk is de vereniging ontstaan uit een groepje dames van de gymnastiekvereniging. De initiatiefnemers waren de heren Maurits en Scheffer. Een van de dames die bij de oprichting was betrokken was Mevrouw L. de Vries, thans erelid van de vereniging. Zij had in de loop van het bestaan van de vereniging diverse bestuursfuncties in de vereniging bekleed. In het begin speelde men met een dames senioren- en juniorenteam. Er werd uitsluitend veldhandbal gespeeld. Aanvankelijk in een wilde competitie tegen onder andere een aantal schoolelftallen uit Leeuwarden. In 1951 trad de vereniging toe tot het Nederlands Handbal Verbond en kwam uit in de 2e klasse in het district Noord. In dit eerste jaar promoveerden de dames senioren naar de eerste klasse.
In de jaren vijftig ging men in de winter zaalhandbal spelen. Dit gebeurde in de veilinghal te Leeuwarden. In het begin werd alleen met damesteams deelgenomen. In 1957 deed echter ook voor het eerst een herenteam mee.
Tot eind van de jaren '60 werd er zowel veldhandbal, eerst in 11-tallen, later in 7-tallen, als zaalhandbal gespeeld. Dit laatste gebeurde in de Frieslandhal in Leeuwarden, omdat Stiens nog niet over een eigen sporthal kon beschikken. Voor veldhandbal moest het terrein worden gedeeld met de voetbalvereniging. In beide competities werden de nodige successen behaald. De club telde toen circa 50 leden en deed aan de competitie mee met 8 teams.
In de loop van de jaren '70 werd alleen nog zaalhandbal gespeeld. Hier speelde het 'zalenprobleem' een belangrijke rol. Tot 1975 kon voor de thuiswedstrijden van Stiens gebruik worden gemaakt van de sporthal in Sint Annaparochie. Met de opening van de nieuwe sporthal in Stiens in 1975, braken voorspoedige jaren aan voor de vereniging. Het ledental groeide, mede onder invloed van de uitbreiding van het aantal inwoners in de gemeente, in die jaren van circa 100 in 1975 naar ruim 200 in het begin van de jaren '80. Daarmee werd de vereniging een van de grootste handbalverenigingen in de provincie Friesland. In deze ontwikkeling leverden het echtpaar Oostra en Mevrouw de Bruin een belangrijke bijdrage. Het aantal teams in de competitie steeg van 7 in het seizoen '76/'77 naar 18 in het seizoen '80/81. Met name het aantal jeugdteams steeg, in 1976 waren dit slechts 4 jeugdteams, in 1980 waren dit er 15.
Met de groei van de vereniging groeide tevens de organisatie mee. Naast een algemeen bestuur werd een jeugdbestuur benoemd. Voor de training kon een beroep worden gedaan op een aantal leden die trainersdiploma's behaalden. Voor de coaching werd een beroep gedaan op de ouders van de jeugdleden. Tevens behaalde een aantal leden het scheidsrechtersdiploma. Naast het jeugdbestuur kwamen er ook een technische commissie en een PR commissie. Verder kwam er een eigen clubblad.
Gedurende de jaren '80 kon de vereniging steeds met een groot aantal teams aan de competitie van het NHV deel nemen. Het eerste dames- en herenteam promoveerden naar de 3e divisie. Verder werden regelmatig door de jeugdteams successen behaald in competitie en toernooien.
In de jaren '90 jaar liep het aantal leden en daarmee het aantal ingeschreven teams in de competitie geleidelijk terug. Dit onder invloed van vertrek van leden naar elders (studie, werk) en de opkomst van de meer individuele sportbeoefening. Ook speelden de weinig aansprekende resultaten van het handbal op landelijk niveau een rol. Parallel aan deze ontwikkeling werd het steeds moeilijker van het handbal op landelijk niveau een rol. Parallel aan deze ontwikkeling werd het steeds moeilijker kader en vrijwilligers te vinden voor begeleiding, training en bestuurlijke taken.
Naast deelname aan de competitie en toernooien, heeft de vereniging jarenlang ook zelf activiteiten georganiseerd. Zo werden jarenlang toernooien georganiseerd voor senioren en jeugd. Bekend was het jaarlijkse Paastoernooi voor de jeugd. Ook werden een aantal malen buurt toernooien en toernooien voor oud-leden georganiseerd.
In 2007 is HV Stiens een samenwerkingscontract aangegaan met SGK '47 uit Sint Annaparochie. Hieruit is de Friese Handbal Combinatie ontstaan, een nieuwe handbalvereniging die opgericht werd op 26 maart 2008.